# 데어데블 (비디오 게임)
《데어데블》(Daredevil)는 2003년 게임보이 어드밴스로 출시된 데어데블 액션 게임으로, 20세기 폭스의 영화판 《데어데블》를 기반으로 제작되었다. 그립토나이트 게임스에서 개발했다.
기본적으로 영화의 플롯을 따라가며 영화의 주요 악역 불스아이와 킹핀 외에 원작 코믹스에서 따온 스틱, 키리기, 에코가 등장한다.